# Русский ПЕН-центр
Русский ПЕН-центр (действующая организация) — межрегиональная общественная организация писателей «Русский ПЕН-центр». 
В 2018 году обновлённая общественная организация писателей была зарегистрирована Министерством юстиции Российской Федерации с названием — Межрегиональная общественная организация писателей «Русский ПЕН-центр». Президент — Владимир Семёнов.

## Ликвидированная организация с аналогичным названием
Русский ПЕН-центр (ликвидированная организация с тем же названием) — российский национальный центр ПЕН-клуба, действовавший в 1989—2023 гг. Полное официальное название — Российское отделение Международного ПЕН-клуба «Русский ПЕН-центр». Организация ликвидирована по решению суда.
В ходе судебных разбирательств было установлено, что аналог Русского ПЕН-центра работал вопреки уставу и не соблюдал обозначенные виды деятельности.
Также в 2021 году был ликвидирован Белорусский ПЕН-центр, которым руководила нобелевский лауреат по литературе 2015 года Светлана Алексиевич.

## История
Идею создать ПЕН-центр в СССР предложил в 1975 году писатель Владимир Войнович. В ответ КГБ было поручено провести с ним «беседу предупредительного характера» и выдворить из страны.
Русский ПЕН-центр был образован в Перестройку в 1989 году. С 1989 по 1991 год президентом советского ПЕН-центра был Анатолий Рыбаков, с сентября 1991 года он стал почётным президентом российского ПЕН-центра, а президентом был избран Андрей Битов, который неоднократно переизбирался и занимал эту должность до 2016 года. Человеком, которому «русский ПЕН обязан правозащитной славой», был Александр Ткаченко, директор организации с 1994 по 2007 год. Он был общественным защитником журналиста Григория Пасько, осуждённого за госизмену, а также сыграл большую роль в процессе над писателем Алиной Витухновской, заявившей следующее: «Практически на девяносто процентов ПЕН-клуб держался на покойном Александре Ткаченко, который вытянул на себе и мой процесс, и процесс Пасько, и [процессы] прочих других, который на самом деле был заинтересован в свободе и демократии в нашей стране».

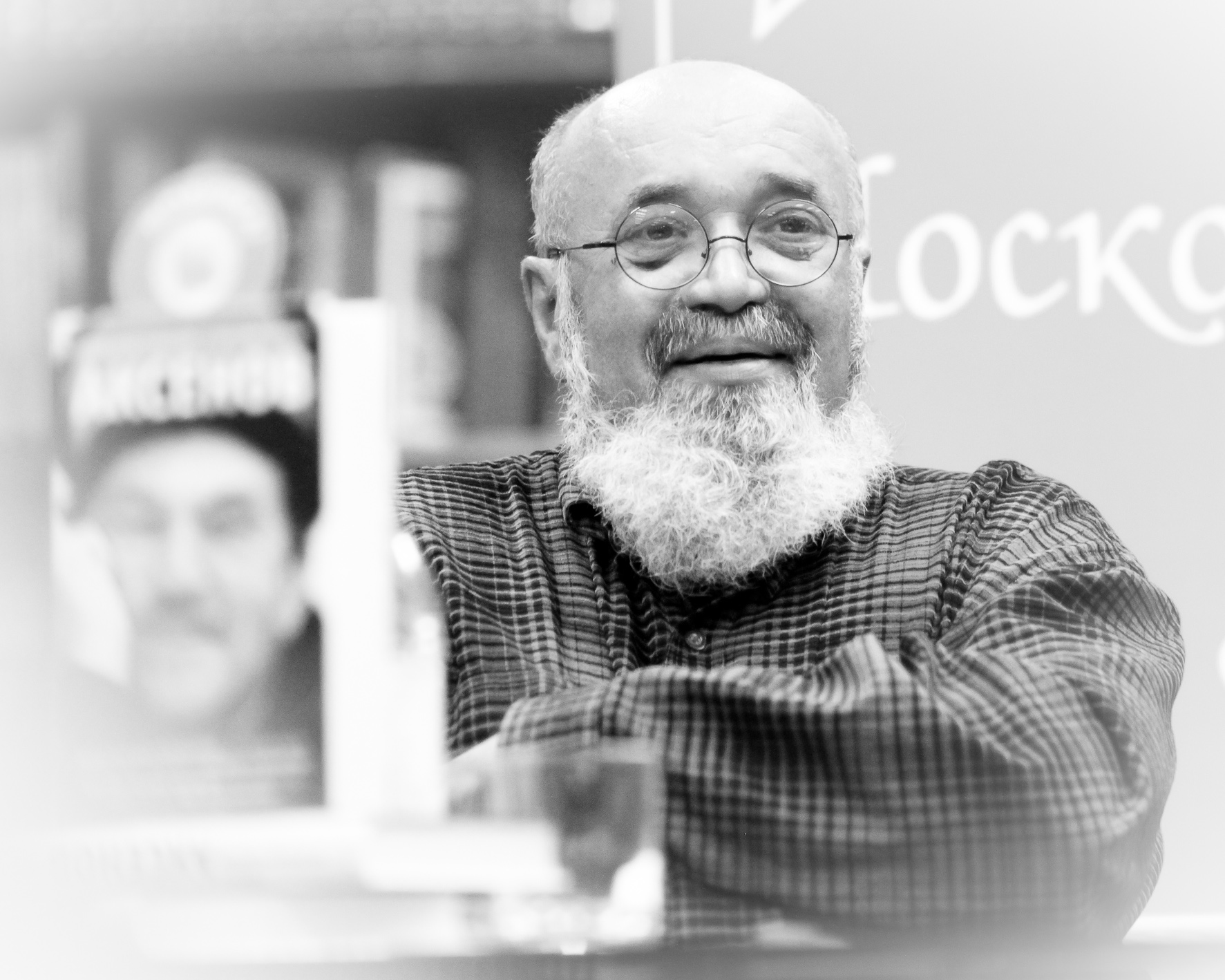
Евгений Попов, президент Русского ПЕН-центра с 2016 по 2022 г.г.

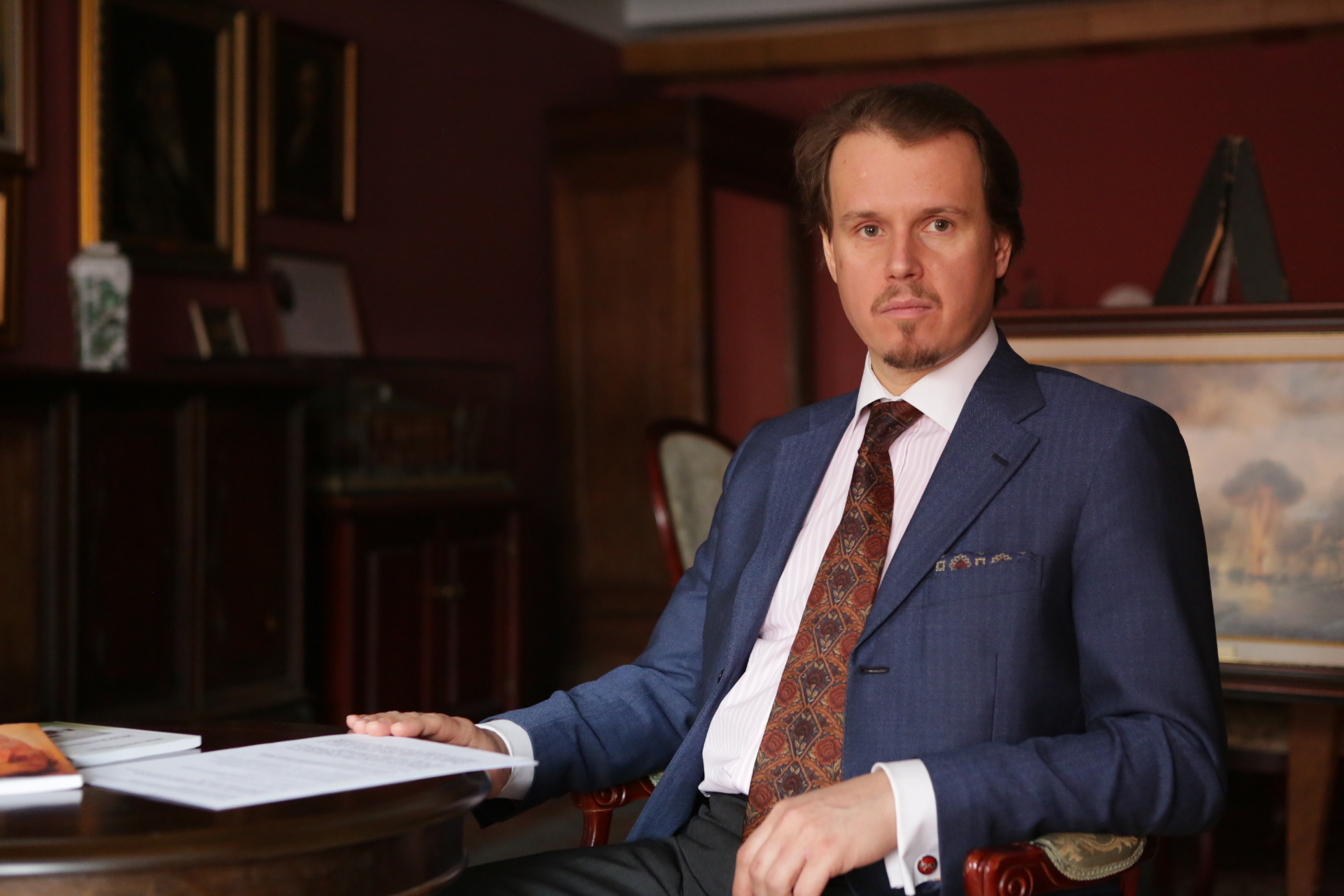
Владимир Семёнов — президент Русского ПЕН-центра с 2022 года

В декабре 2016 года президентом русского ПЕН-центра был избран Евгений Попов.
Вице-президентами в своё время были Андрей Вознесенский, Фазиль Искандер и Белла Ахмадулина.
На 2017 год вице-президентами являлись Игорь Волгин, Борис Евсеев и Валерий Попов, членами исполнительного комитета — Борис Бартфельд, Ефим Бершин, Алексей Варламов, Константин Кедров, Марина Кудимова, Михаил Кураев, Афанасий Мамедов, Юрий Милославский, Андрей Новиков-Ланской, Даниэль Орлов, Владислав Отрошенко, Вячеслав Пьецух.

### Раскол и закрытие
Конфликт в русском ПЕН-центре начался в 2013—2014 годах. В 2013 году работа в нём активизировалась, когда его вице-президентом стала Людмила Улицкая: по её инициативе в ПЕН было принято много новых членов, в том числе журналистов, которых до этого сторонились. Улицкая и вновь принятые члены занялись активной правозащитной и политической деятельностью. Президент ПЕН-центра Андрей Битов подверг критике деятельность Улицкой, используя даже слово «узурпация». Улицкую упрекали в превращении деятельности ПЕНа в политическую, приёме журналистов и в радикальных заявлениях от имени организации. В результате Улицкая ПЕН покинула. В 2015—2016 годах о выходе из ПЕН-центра объявили также писатель Лев Тимофеев, поэт Игорь Иртеньев и сатирик Виктор Шендерович. Несмотря на попытки руководства русского ПЕН-центра откреститься от правозащитной деятельности «либерального крыла» организации, литераторы, входившие в это крыло, продолжали подписывать письма в защиту тех или иных пострадавших за взгляды, высказывания или верность принципам беспрепятственного обмена информацией — к примеру, защищали директора Украинской библиотеки в Москве. После письма оппозиционно настроенных членов ПЕН-центра в поддержку режиссёра Олега Сенцова, осуждённого за терроризм, Исполком от этого письма отмежевался.
Владимир Войнович критиковал руководство ПЕН-центра за то, что оно его игнорировало, вычёркивало из разных списков (например, из состава делегации на съезд ПЕНа в Праге), и, покинув организацию, заявил: «Теперь могу сказать прямо, что и мне он не нужен, и обществу от него — такого, какой он есть, — никакой пользы нет».
В декабре 2016 года на закрытом заседании исполкома из ПЕН-центра был исключён журналист Сергей Пархоменко. В вину ему ставили хамство, оскорбления коллег, диффамацию. Было вынесено также строгое предупреждение Марине Вишневецкой и приостановлено на год членство Григория Петухова. В ответ на это членами клуба было написано письмо протеста, которое подписали более сорока человек. Многие члены русского ПЕН-центра, в том числе Борис Акунин, Светлана Алексиевич, Владимир Войнович, Владимир Сорокин, Александр Иличевский, заявили о своём выходе из состава Русского ПЕН-центра. При этом они писали о несогласии с политикой руководства и узурпацией власти, о невозможности вести правозащитную деятельность при нынешнем руководстве, об отходе от Хартии и нарушениях устава и т. п. В знак несогласия с риторикой и действиями Исполкома о выходе из руководства ПЕНа объявил и Евгений Сидоров. От сотрудничества с руководством Русского ПЕН-центра отказался Санкт-Петербургский ПЕН-клуб. Многие из вышедших в 2017—2018 гг. создали впоследствии (2018) организацию ПЭН-Москва, признанную Международным ПЕН-клубом.
В ответ на заявление Светланы Алексиевич Исполком объявил, что она никогда не являлась членом русского ПЕН-центра, на что Светлана Алексиевич продемонстрировала членский билет за номером 544, выданный в 1995 году. После этого Русский ПЕН-центр заявил, что нет и никогда не было никаких документов о приёме Светланы Алексиевич, она не платила членские взносы, а кроме того, вызывает вопрос номер билета 544, если учесть, что в русском ПЕН-центре в 1995-м году всего было около 200 членов.
На руководство ПЕН-центра обрушился поток критики. В результате конфликта вокруг ПЕН-центра в январе 2017 года о сложении с себя обязанностей вице-президентов заявили Евгений Бунимович и Александр Городницкий.
В интервью от 18 января 2017 года президент Евгений Попов и вице-президент Борис Евсеев на вопросы об Уставе ответили следующее:

БЕ: Мы жили по своему Уставу, но ни в 2008 году, ни позже Минюст его не утвердил. Там были для этого основания — отношения с Международным ПЕН-клубом, апостиль и др. Но мы жили и живём по тому Уставу. А они говорят — «У нас есть другой Устав!». Да, есть другой Устав — другая редакция Устава, где в скобках написано то, от чего отказались ещё в 2008 году, как от ненужных контр-продуктивных вещей.
МА: А что там написано в скобках?
БЕ: Что каждый член может выдвигать президента, членов Исполкома, поставить любой вопрос на собрании и так далее. Это — блокирующий пакет, он не даст работать организации.

На очередном отчётно-выборном собрании 27 мая 2021 года президентом Русского ПЕН-центра был выбран Владимир Сергиенко, его полномочия были продлены в 2023 году.
14 декабря 2023 года организация была ликвидирована по решению суда, однако в настоящий момент на рассмотрении находится апелляционная жалоба по поводу данного решения. В феврале 2024 года было опубликовано журналистское расследование, согласно которому последний президент ПЕН-центра Сергиенко был агентом ФСБ, позднее опровергнутое как недостоверное по решению суда.

## Обновленная общественная организация писателей «Русский ПЕН-центр»
По сообщениям в СМИ, ПЕН-центр, наследник и продолжатель традиций легендарного Русского ПЕНа, основанного в 1990 году отечественными писателями, обрёл новый статус.
В 2018 году новая общественная организация писателей «Русский ПЕН-центр» была  зарегистрирована Министерством юстиции Российской Федерации как Межрегиональная общественная организация писателей «Русский ПЕН-центр» (Interregional Public Organization Of Writers "Russian Pen-Center").
Обновлены данные в Едином государственном реестре юридических лиц (ЕГРЮЛ).
Евгений Попов занимал должность Президента Русского ПЕН-центра в течение двух сроков (2016-2022). Согласно Уставу Русского ПЕН-Центра, одно и то же лицо не может быть избрано на пост Президента более двух сроков подряд. 15 сентября 2022 года состоялось отчетно-перевыборное собрание Русского ПЕН-центра. Президентом Русского ПЕН-центра утверждён российский политик, депутат Государственной Думы России III созыва, вице-президент Русского ПЕН-центра, писатель Владимир Семёнов.
В руководство Межрегиональной общественной организации писателей «Русский ПЕН-центр» вошли: Максим Замшев, Игорь Волгин, Борис Евсеев, Марина Кудимова, Андрей Новиков-Ланской, Валерий Попов, Евгений Попов. Всего в организации — более 200 человек, большинство из которых старожилы Международного ПЕН-клуба.
Новым руководством за последние годы сделано более 150 заявлений и обращений. Главные темы  это защита прав журналистов и писателей не только в России, но и на Украине, в Прибалтике, республиках Закавказья и Средней Азии. 
В 2024 году Международную премию имени Фазиля Искандера, учреждённую Русским ПЕН-центром, поддержал Президентский фонд культурных инициатив.

## К 35-летию создания Русского ПЕН-центра
5 февраля 2025 года состоялось торжественное открытие выставки «История Русского ПЕН-центра», приуроченной к 35-летию создания Русского ПЕН-центра. Проект подготовлен Музеем литературных артефактов и проводится также при поддержке Президентского фонда культурных инициатив.